# Josef Holeček
Josef Holeček (né le 25 janvier 1921 à Říčany et décédé le 20 février 2005 à Prague) est un céiste tchécoslovaque. Il participe aux Jeux olympiques d'été de 1948 et aux Jeux olympiques d'été de 1952 où il remporte le titre olympique en C-1 1000m.

## Palmarès

### Jeux olympiques
- Jeux olympiques de 1948 à Londres,  Royaume-Uni
  -  Médaille d'or en C-1 1000m.
- Jeux olympiques de 1952 à Helsinki,  Finlande
  -  Médaille d'or en C-1 1000m.